# Савин (Тихов)
Митрополит Савин (в миру Са́ва Феду́лович Ти́хов; род. 8 октября 1945, Новопокровский, Краснодарский край) — епископ Русской Древлеправославной церкви; митрополит Нижневолжский (с 2005), а также управляющий Азово-Черноморской епархией (с 2009).

## Биография
Родился 8 октября 1945 года в хуторе Новопокровском Приморско-Ахтарского района Краснодарского края. Потомственный старовер, родом из казаков-некрасовцев.
В августе 1983 года был рукоположён во диакона, а 10 июня 1984 года состоялась иерейская хиротония. Был настоятелем Покровского храма в Самаре со дня его освящения в 1984 году.
3 марта 2002 года в Спасо — Преображенском кафедральном соборе Новозыбкова был возведён в сан протоиерея. 14 октября 2005 года, в день Ангела, за многолетнюю службу и в связи с 60-летием, был награждён золотым наперсным крестом.
25 октября 2005 года решением Архиерейского собора РДЦ избран для рукоположения в сан епископа Волжского.
26 октября в Покровском кафедральном соборе патриархом Александром (Калининым) был пострижен в иночество с наречением имени Савин в честь Савина, епископа Катанского (день памяти 15 октября ст.ст.).
27 октября 2005 года в Покровском кафедральном соборе в Москве патриархом Александром и епископом Сибирским Сергием (Попковым) был рукоположен в сан епископа Волжского. 23 декабря 2008 года титул изменён на Нижневолжский.
С 2009 года является управляющим Азово-Черноморской епархией.
14 октября 2020 года в Покровском соборе города Самары был возведён в достоинство митрополита.